# García Frontín I
García Frontín I (? - 1218 ?), fue obispo de la diócesis de Tarazona sucediendo a Juan Frontín a finales del siglo XII y principios del siglo XIII hasta su muerte en 1218, sucediéndole en la prelatura García Frontín II.

## Biografía

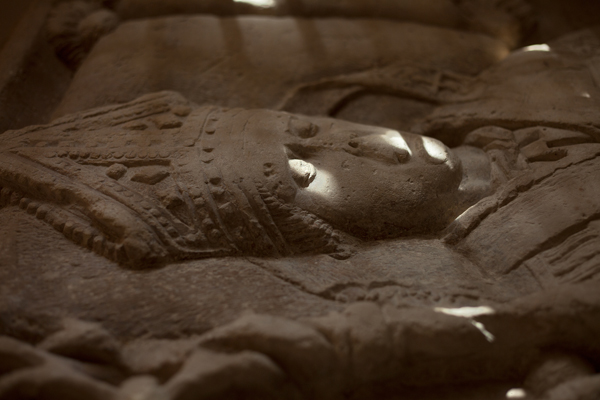
Lauda sepulcral de García Frontín. Catedral de Tarazona

Tras el fallecimiento de su antecesor Juan Frontín en 1195, fue consagrado obispo por el Papa Celestino III y participó activamente en la Reconquista acompañando al rey Pedro II de Aragón en la decisiva Batalla de Las Navas de Tolosa en el año 1212, del cual fue uno de sus más cercanos consejeros.
Dada la importancia histórica de la diócesis de Tarazona, que en aquella época englobaba territirios de las actuales provincias de Zaragoza, Soria y Navarra, fue consejero real de Pedro II de Aragón.
Así mismo, fue consejero de la Procuraduría durante la minoría de edad de Jaime I de Aragón, mientras ejercía la regencia de la Corona de Aragón D.Sancho I de Cerdaña.